# 杜米特拉鄉
47°13′00″N 24°28′00″E / 47.2167°N 24.4667°E
杜米特拉鄉（羅馬尼亞語：Comuna Dumitra, Bistrița-Năsăud），是羅馬尼亞的鄉份，位於該國西北部，由比斯特里察-訥瑟烏德縣負責管轄，面積89平方公里，海拔高度334米，2007年人口4,760，人口密度每平方公里53人。